# Едвардс (округ, Техас)
Шаблон:StateAbbr_ 29°58′ пн. ш. 100°18′ зх. д. / 29.97° пн. ш. 100.3° зх. д.
Округ Едвардс (англ. Edwards County) — округ (графство) у штаті Техас, США. Ідентифікатор округу 48137.

## Історія
Округ утворений 1883 року.

## Демографія
За даними перепису 2000 року загальне населення округу становило 2162 осіб, усе сільське. Серед мешканців округу чоловіків було 1095, а жінок — 1067. В окрузі було 801 домогосподарство, 586 родин, які мешкали в 1217 будинках. Середній розмір родини становив 3,2.
Віковий розподіл населення поданий у таблиці:
| Стать    | До 15 років | 15-21 | 22-29 | 30-39 | 40-49 | 50-65 | 65-85 | Понад 85 |
| -------- | ----------- | ----- | ----- | ----- | ----- | ----- | ----- | -------- |
| Чоловіки | 265         | 125   | 60    | 119   | 159   | 197   | 157   | 13       |
| Жінки    | 237         | 88    | 75    | 137   | 144   | 206   | 163   | 17       |

## Суміжні округи
- Саттон — північ
- Кімбл — північний схід
- Керр — схід
- Реал — південний схід
- Ювалде — південний схід
- Кінні — південь
- Вал-Верде — захід

## Виноски
1. ↑  U.S. Decennial Census. United States Census Bureau. Архів оригіналу за 26 квітня 2015. Процитовано 26 квітня 2015.
2. ↑  Texas Almanac: Population History of Counties from 1850–2010 (PDF). Texas Almanac. Архів оригіналу (PDF) за 26 лютого 2015. Процитовано 26 квітня 2015.
3. ↑  State & County QuickFacts. United States Census Bureau. Архів оригіналу за 18 жовтня 2011. Процитовано 10 грудня 2013.(англ.) Наведено за англійською вікіпедією.
4. ↑  American FactFinder. Бюро перепису населення США. Архів оригіналу за 21 травня 2008. Процитовано 31 січня 2008.

| США | Це незавершена стаття з географії США. Ви можете допомогти проєкту, виправивши або дописавши її. |